# Indianna Dawn
Indianna Dawn er en folk/pop/alt-country-kvintet fra København. Bandet er centreret om sangerinden og sangskriveren, Dianna Dønns, og blev dannet i København i 2008. Indianna Dawn albumdebuterede med ‘Somebody’s Dead’ 5. september 2011 (Playground Music), som kastede førstesinglen ‘I Always Miss You’ af sig.
To digitale bonustrack blev også udsendt i forbindelse med albummet, heraf nummeret ‘Katja’, som peger i retning af en mindre countrybetonet og mere alternativ-pop funderet lyd, med inspirationer fra bands som Arcade Fire, Wilco m.fl.
I forbindelse med debutalbummet, lancerede Indianna Dawn et “Huskoncert” koncept, hvor bandet i stedet for den traditionelle turné, tog på turné i almindelige menneskers dagligstuer, hvor de gav intime koncerter under beskedne forhold. 

## Medlemmer
- Dianna Dønns: Vokal, akustisk guitar
- Nicoline Mørup Christensen: Banjo, tangenter, kor
- Kasper Olsen: El-guitar, mandolin, kor mm
- Søren Adolph: Bas
- Rasmus Glendorf; Trommer, kor

## Diskografi

### Album
- Somebody’s Dead

Release 5. september 2011 (Playground Music)
Tracklist:
1. Rediscovering Myself
2. I Always Miss You
3. More Than Alright
4. Honey Blue Over You
5. A Day Too Long
6. Can't Seem To Let It Be
7. Somebody's Dead
8. Oh Nashville
9. So We Can Be Together
10. Issues I Have

### Singler
- I Always Miss You
- Katja